# Старый Кунстхалле (Дюссельдорф)
Старый Кунстхалле (нем. Alte Kunsthalle) в Дюссельдорфе — художественный музей и выставочный зал. Строился с 1878 по 1881 год. Во время Второй мировой войны здание было незначительно повреждено, так что город Дюссельдорф смог провести здесь после войны ряд выставок. В 1967 году Старый Кунстхалле был снесен и перестроен на южной стороне сегодняшней площади Граббеплац (Grabbeplatz).

## Положение
Здание располагалось на восточном окончании Мюленштрассе, на сегодняшней площади Граббеплац, прямо на Аллеештрассе, сегодняшней аллее Генриха Гейне. В то время здесь располагалась Фридрихсплац. Первоначально эта площадь называлась Мюленплац (Mühlenplatz), а затем до начала XIX века — Парадеплац (Paradeplatz), поскольку в то время гарнизон Дюссельдорфа проводил здесь свои парады.

## История сооружения
Город дважды организовал конкурс на лучший проект здания — в 1874 и в 1877 году. Наконец, лучшим был признан проект архитекторов Эрнста Гизе и Пола Вайднера, которые уже построили тогдашний городской театр (ныне оперный театр) по диагонали через улицу. Здание возводилось с 1878 по 1881 год и торжественное открытие состоялось 3 июля 1881 года историческим костюмированным парадом, организованным товариществом художников Малкастена.
Здание Кунстхалле сильно пострадало во время Второй мировой войны, но после окончания войны в нём проводились выставки. В послевоенное время был объявлен конкурс на реконструкцию исторического места. Однако в 1960 году представленные предложения были отклонены в пользу предварительного проекта муниципальным строительным управлением. Было решено снести повреждённое здание (что произошло в 1967 году) и восстановить Кунстхалле Дюссельдорфа на участке земли, выделенном под новое строительство на южной стороне сегодняшней площади Граббеплац.

## Описание
Художественная галерея-музей представляла собой прямоугольное двухэтажное здание с узким фасадом, выходящим в сторону сегодняшней аллеи Генриха Гейне.

### Внешнее оформление
На фасаде доминировал большой триумфальный портал, форма которого напоминала триумфальную арку. Он имел форму большого ордера и занимал половину фасада. Триумфальный портал принадлежал к позднему классицистическому стилю круглой арки, который был одной из «самых современных тенденций» в Париже в то время и проник в Германию через Дрезден с Готфридом Земпером. Тимпан был украшен гербом союза художников и города Дюссельдорфа.

#### Кариатиды
На колоннах триумфального портала были установлены фигуры четырёх кариатид работы Вильгельма Альбермана. Они воплощали образы музыки, живопись, скульптуры и архитектуры. Фигуры высотой четыре метра поддерживали архитрав, на котором покоился большой треугольный фронтон. Триумфальный портал с парами кариатид и арочной формой перекрытия следовал примеру пристройки Лувра в Париже - Павильона Сюлли (Palais de l’Horloge).

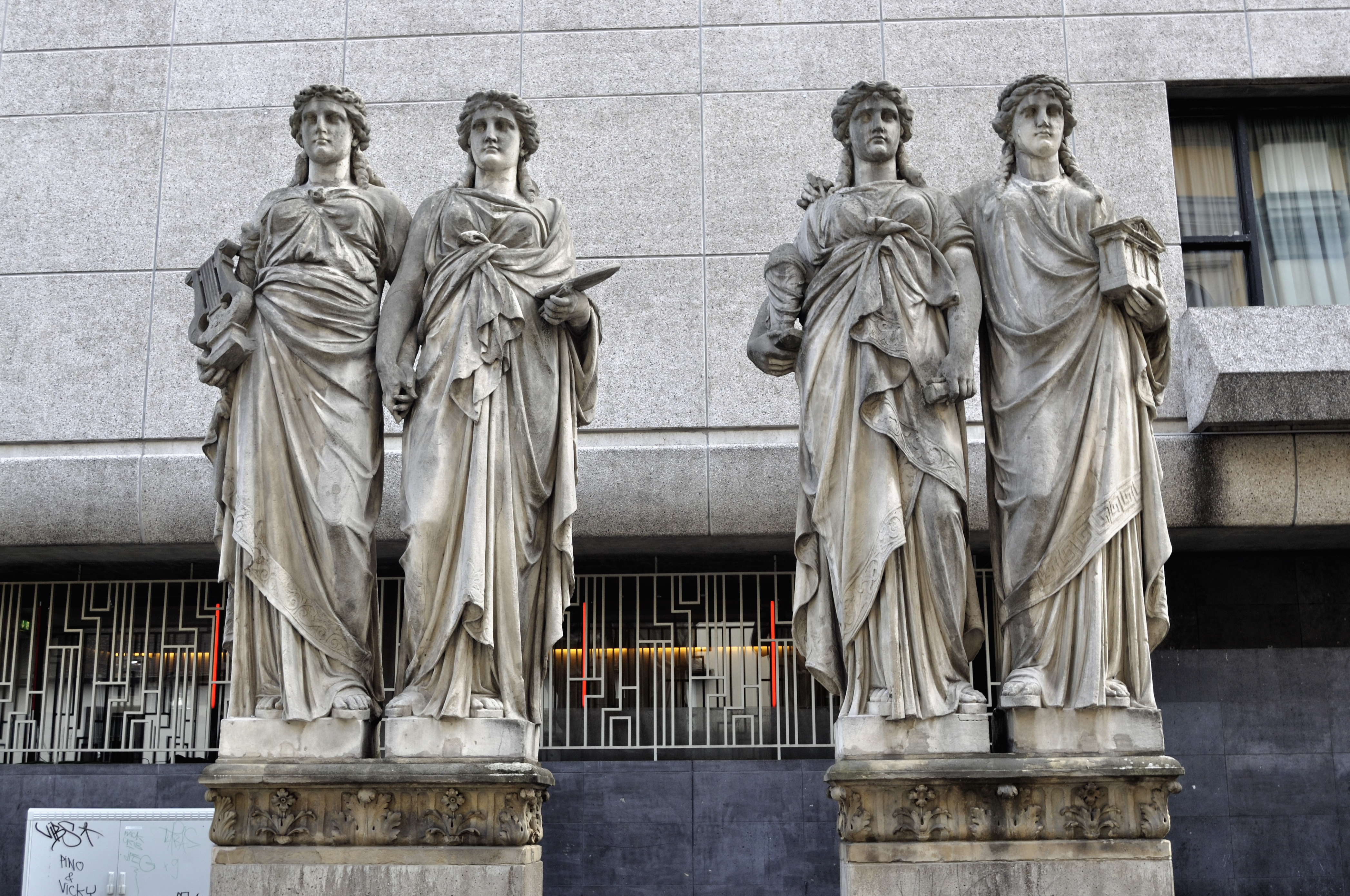
Классические фигуры кариатид работы Вильгельма Альбермана, установленные ныне у Нового Кунстхалле в Дюссельдорфе.
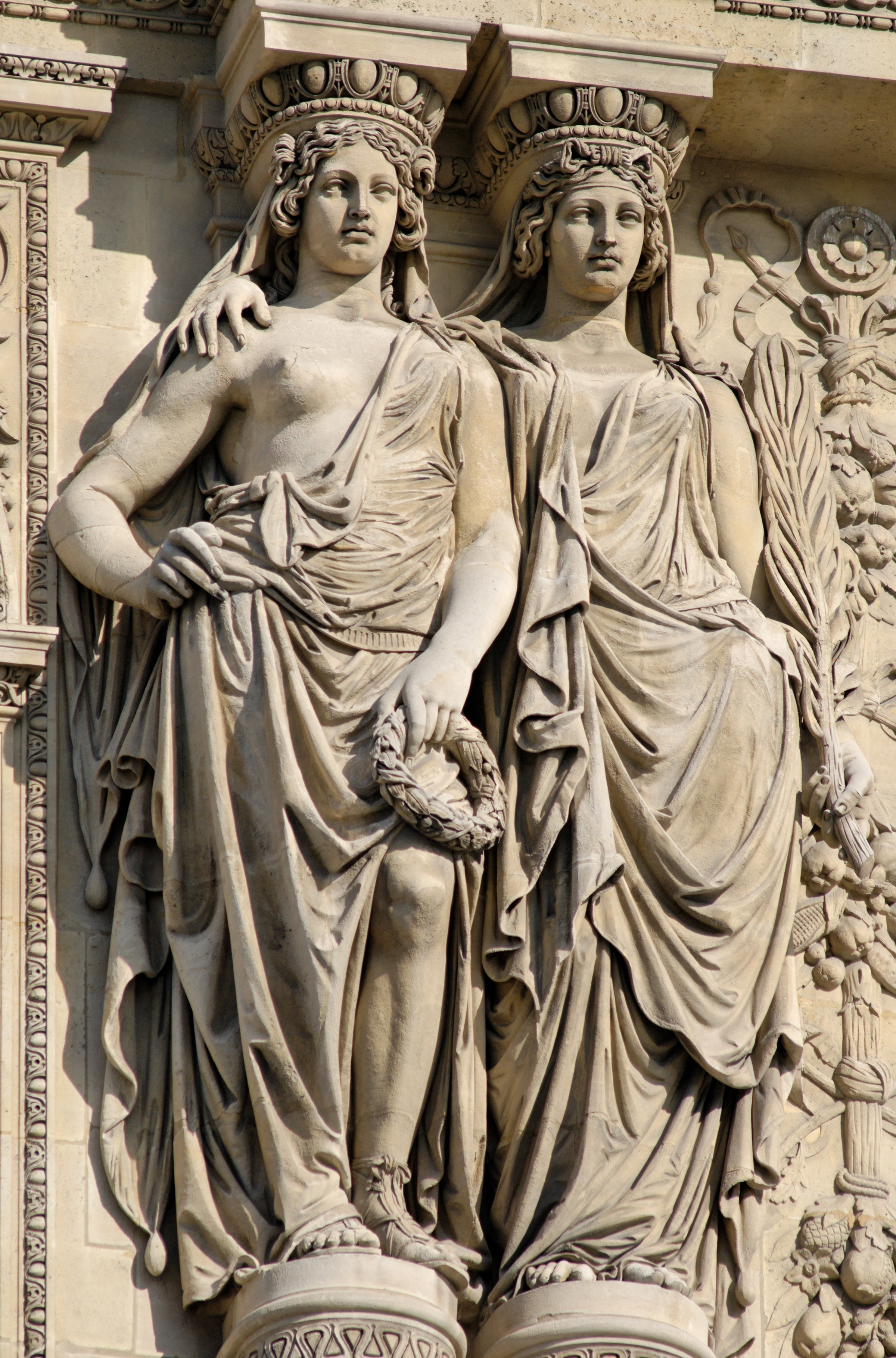
Образец кариатид из павильона Сюлли в Лувре (Париж).

#### Гений искусства
На фронтоне стояла пятиметровая фигура работы Карла Хильгерса, созданная методом цинкового литья — «Гений искусства» или «Виктория» — своего рода крылатый ангел-хранитель талантов. В знак уважения к искусству в правой руке у мужчины был поднят лавровый венок. В левой руке фигура несла вечный огонь, который олицетворял стремление к нескончаемой творческой силе .

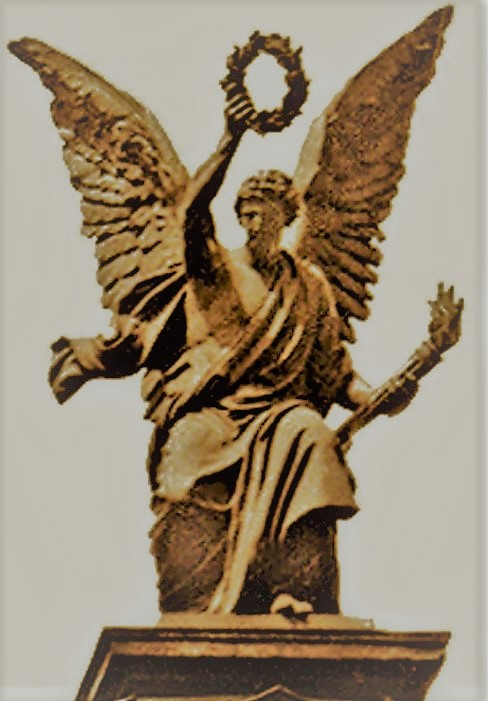
Фигура Карла Хильгерса «Гений Искусства».

#### Другие фигуры
Фигуры, которые были помещены в городской пейзаж после сноса старой картинной галереи, - это фигура Мать, созданная в 1907 году скульптором Францем Дорренбахом (1870–1943) и установленная в Малкастенпарке и фигура Ансельма Фейербаха, созданная в 1921 году скульптором Рейнхольфом Фельдерхоффом (сейчас установлена на углу Фольксгартен / Круппштрассе.

#### Мозаика
Арочный люнет был украшен мозаикой «Триумф истины», разработанной Фрицем Робером и выполненной компанией Антонио Сальвиати в Венеции (по другому источнику: «Истина как основа всего искусства» также «Veritate Arti») . Мозаика не пострадала во время бомбардировок Второй мировой войны. Когда старая картинная галерея в 1959 году была снесена, огромная настенная мозаика была удалена и в виде фрагментов по кускам прикреплена к отрезкам ткани, упакована по сегментам в коробки и сохранена на складе художественного музея. В 1994 г. сегменты были исследованы реставраторами и охарактеризованы как «хрупкие в целом».

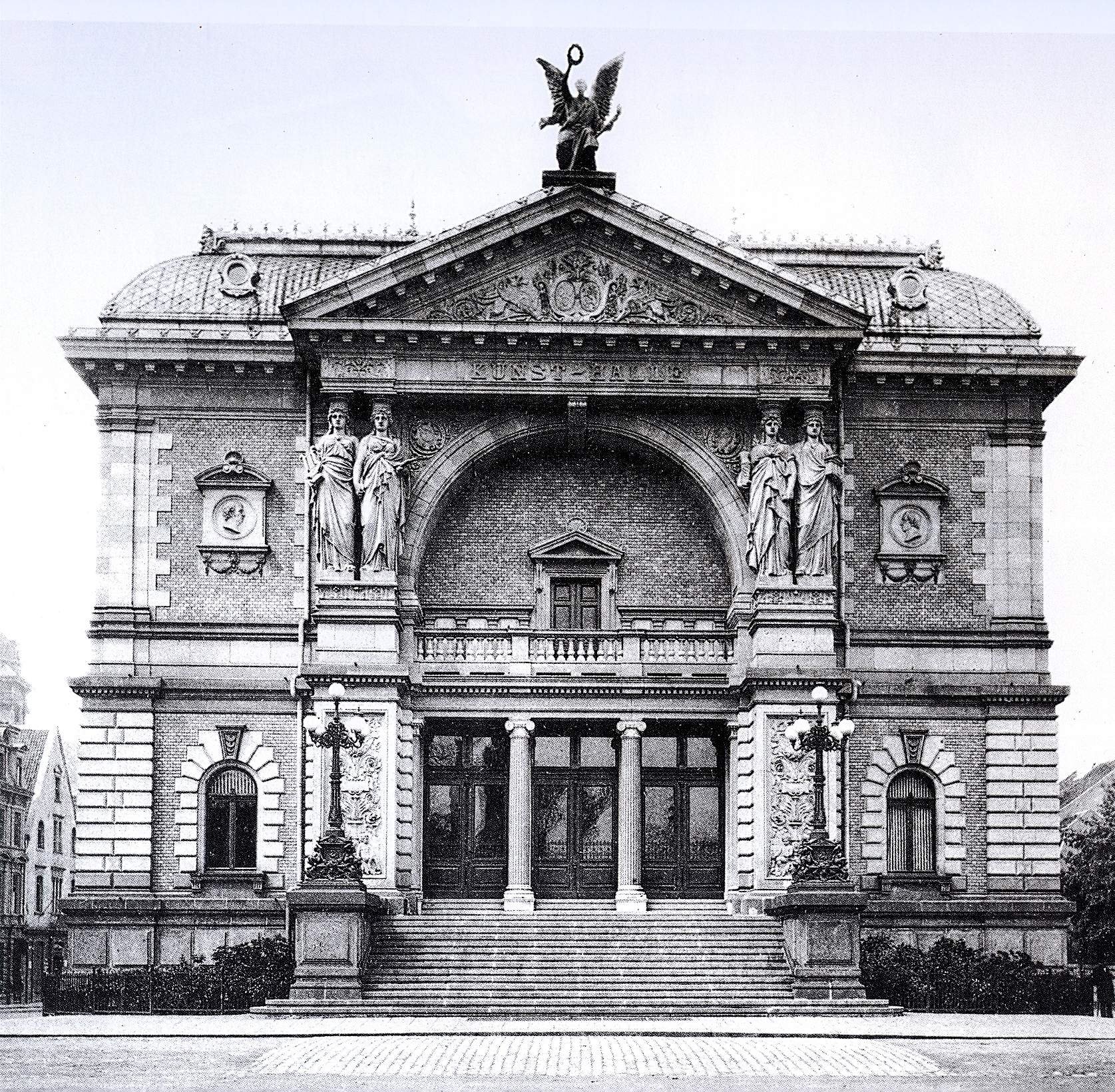
Люнет ещё без мозаики Робера
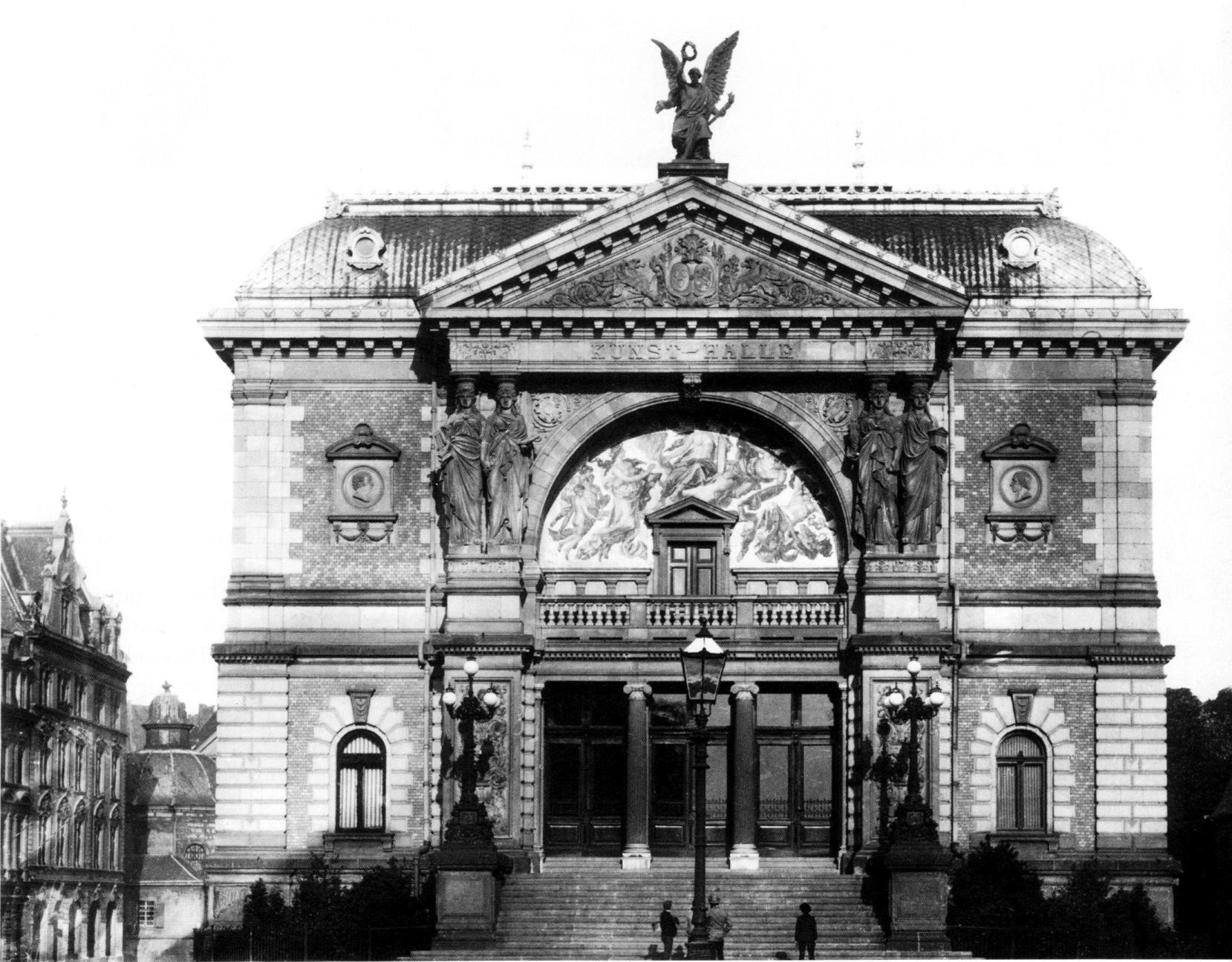
Линет с мозаикой Робера
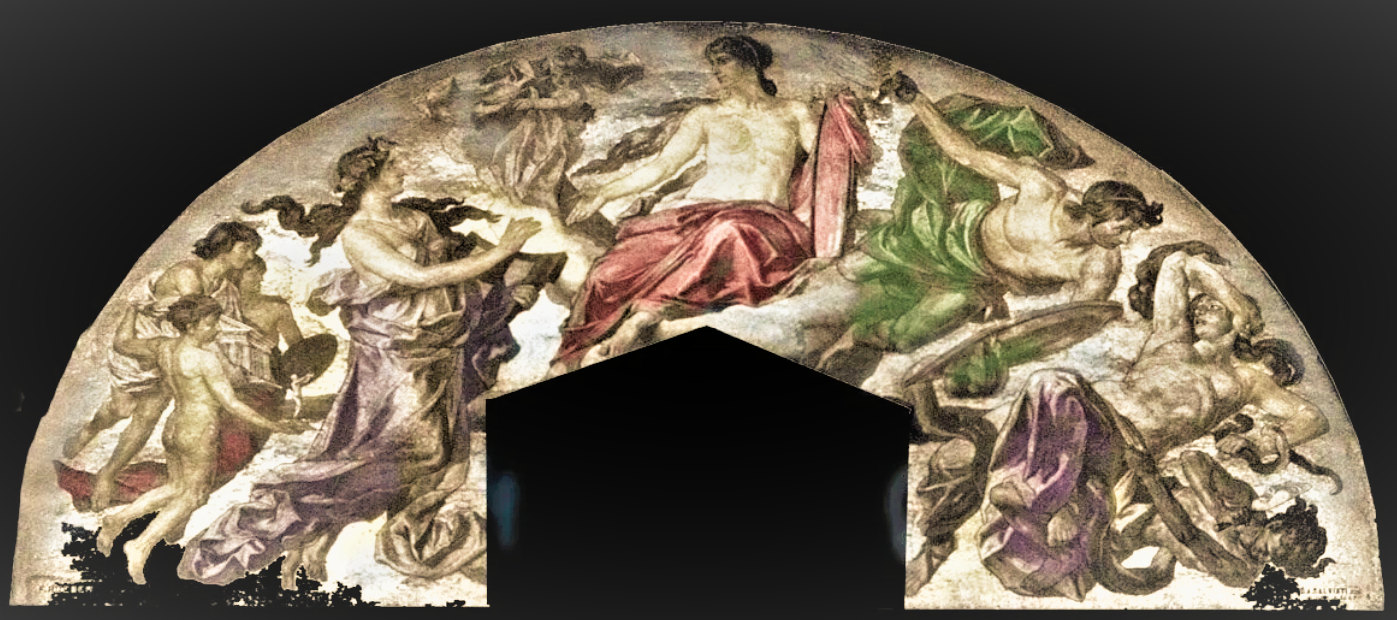
Настенная мозаика Veritate Arti работы Фрица Робера (1851–1924)
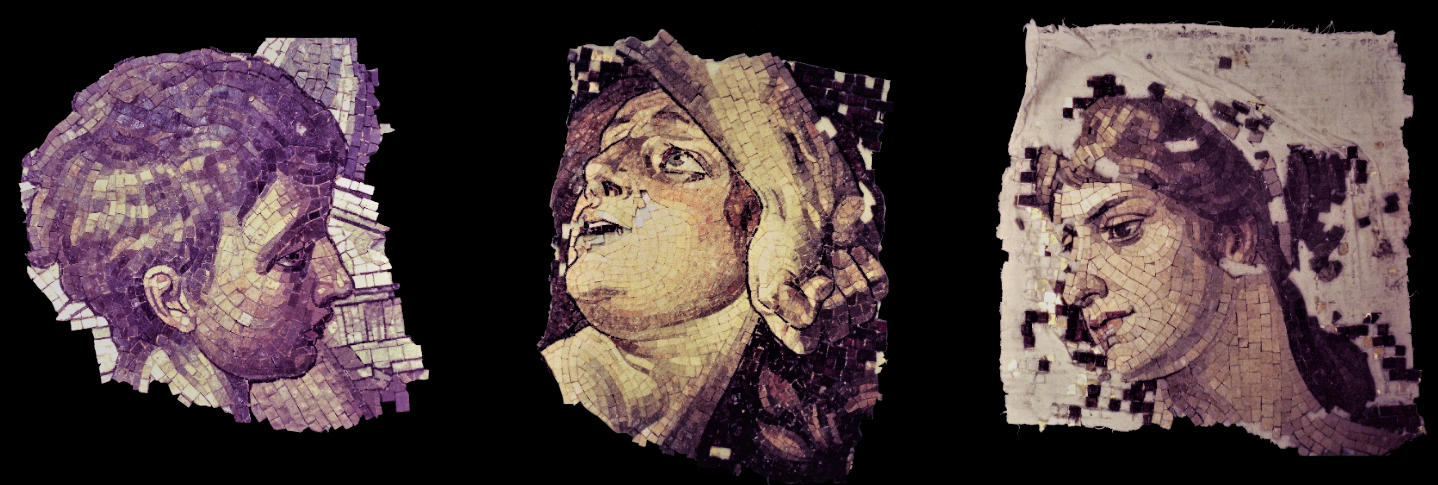
Фрагменты мозаики

### Интерьеры
Внешне помпезное здание вызвало критику из-за слишком большой и неподходящей лестницы, а также из-за слишком маленьких выставочных залов, что привело к требованию строительства новой картинной галереи ещё в конце 1880-х годов. К 1906 году музей получил ряд дополнений, в частности, просторные светлые залы.

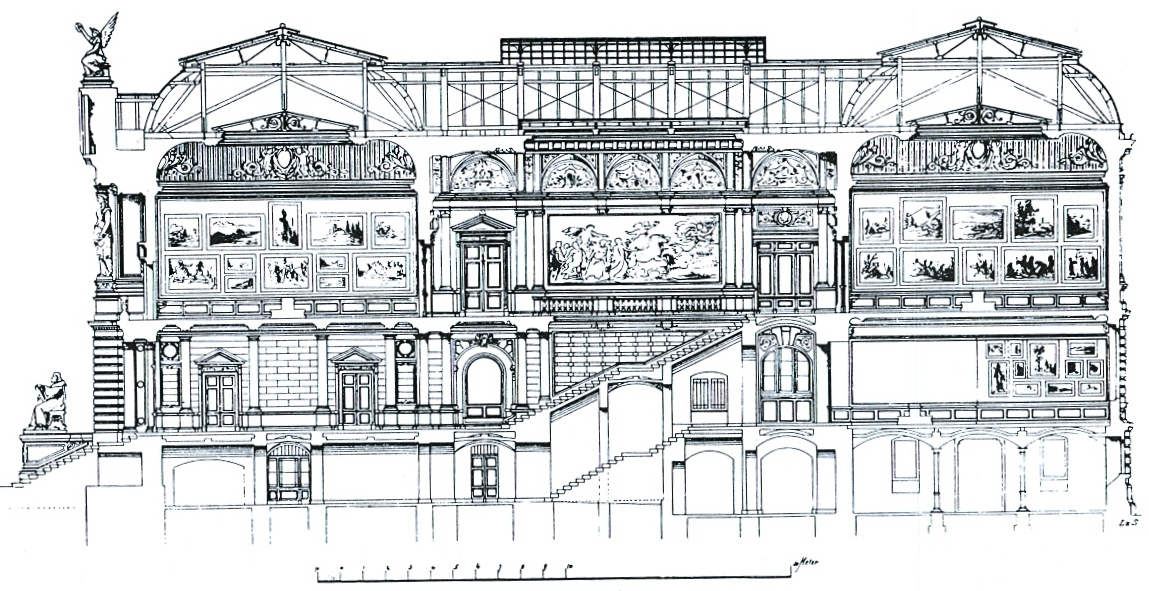
Продольный разрез
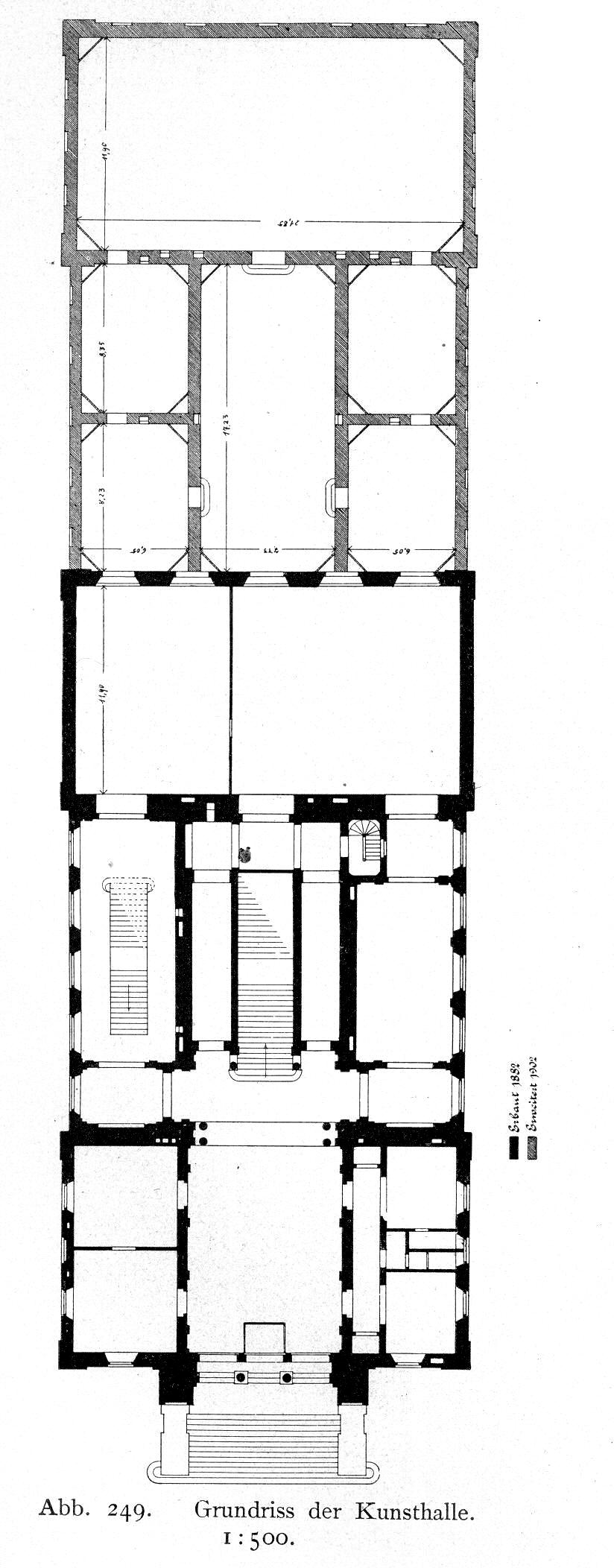
План первого этажа
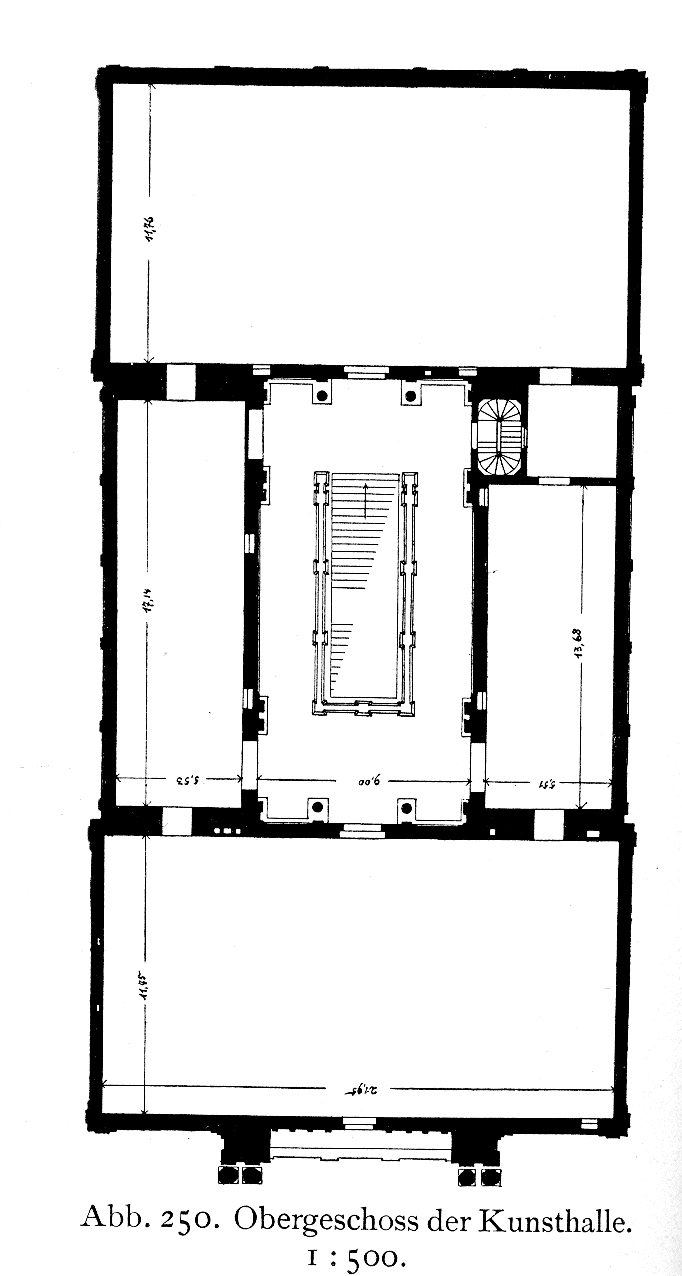
План второго этажа

#### Фрески
Центральная лестница украшена шестью крупноформатными аллегорическими фресками на основные эпохи истории искусства Карла Герца «Судьбы искусства сквозь века».
Поднимаясь по лестнице, справа от двери, ведущей в соседние залы, находилась фреска «В начале». Фрески «При римских императорах» и «В средние века» находились слева и справа от двери на западной торцевой стене лестничной клетки.

Три из шести картин в цикле «Судьбы искусства сквозь века».“
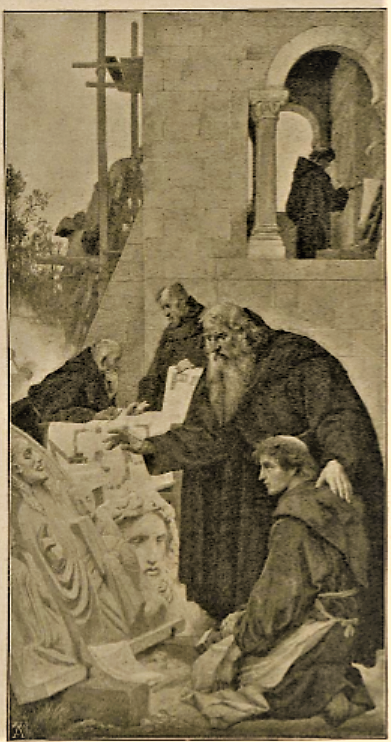
В Средние века
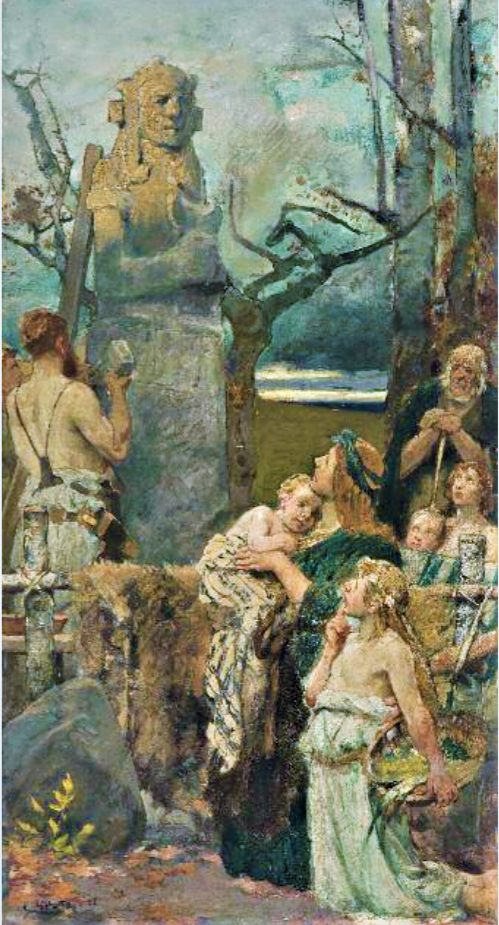
В начале
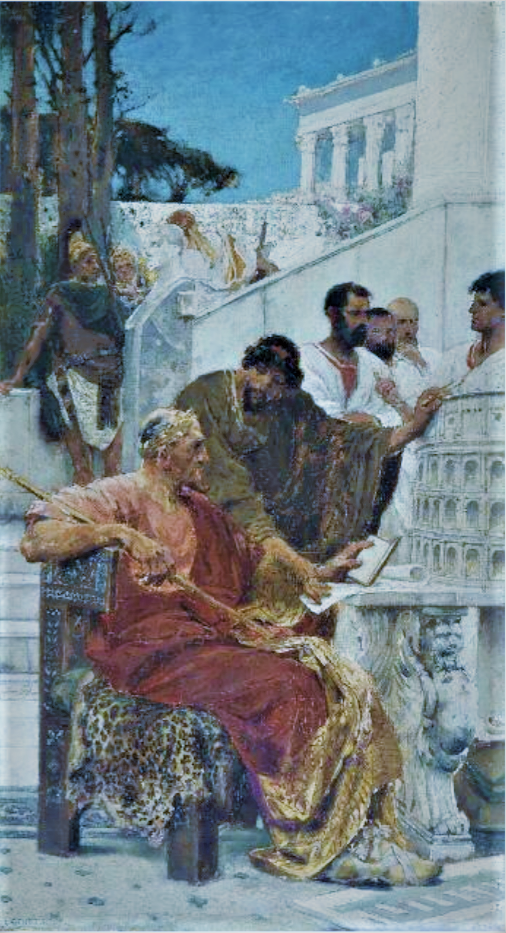
При римских императорах

Две главные картины на лестничной клетке были выставлены на длинной стороне: «Искусство античности» и «Искусство эпохи Возрождения». Они сформировали «классические столпы академического здания идей».

Искусство античности
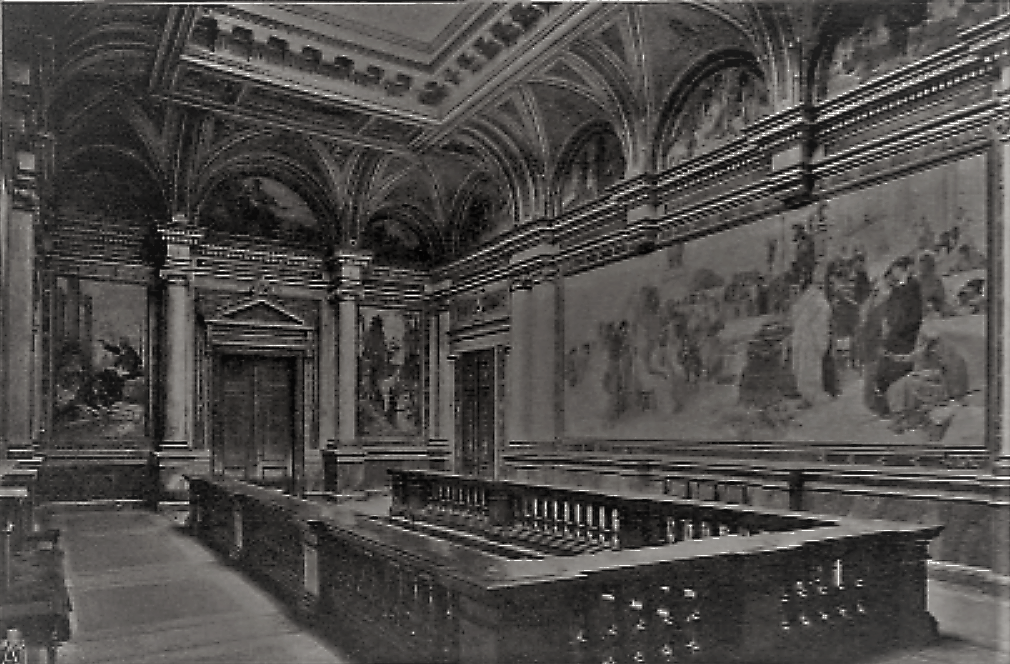
Справа от лестницы пропавшая настенная картина Карла Герца «Искусство античности».
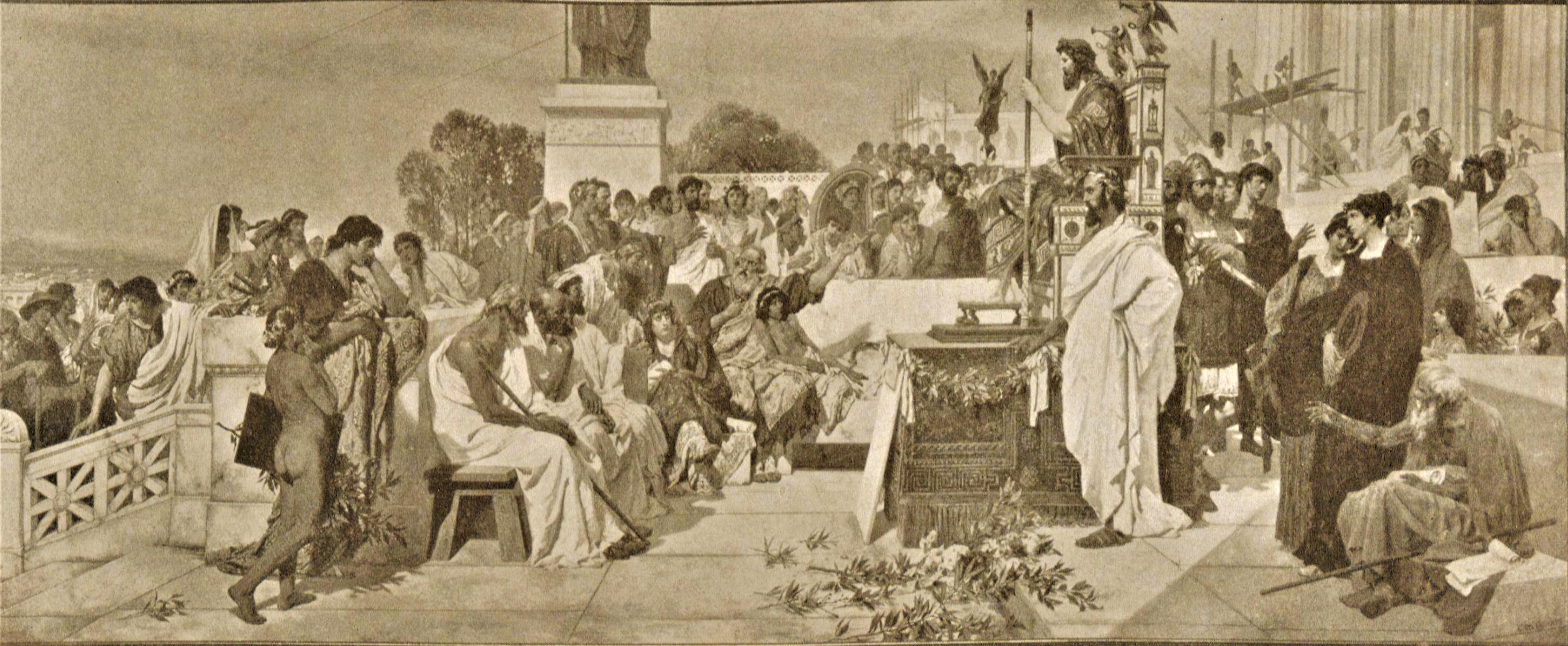
Утраченный оригинал, "Искусство античности".
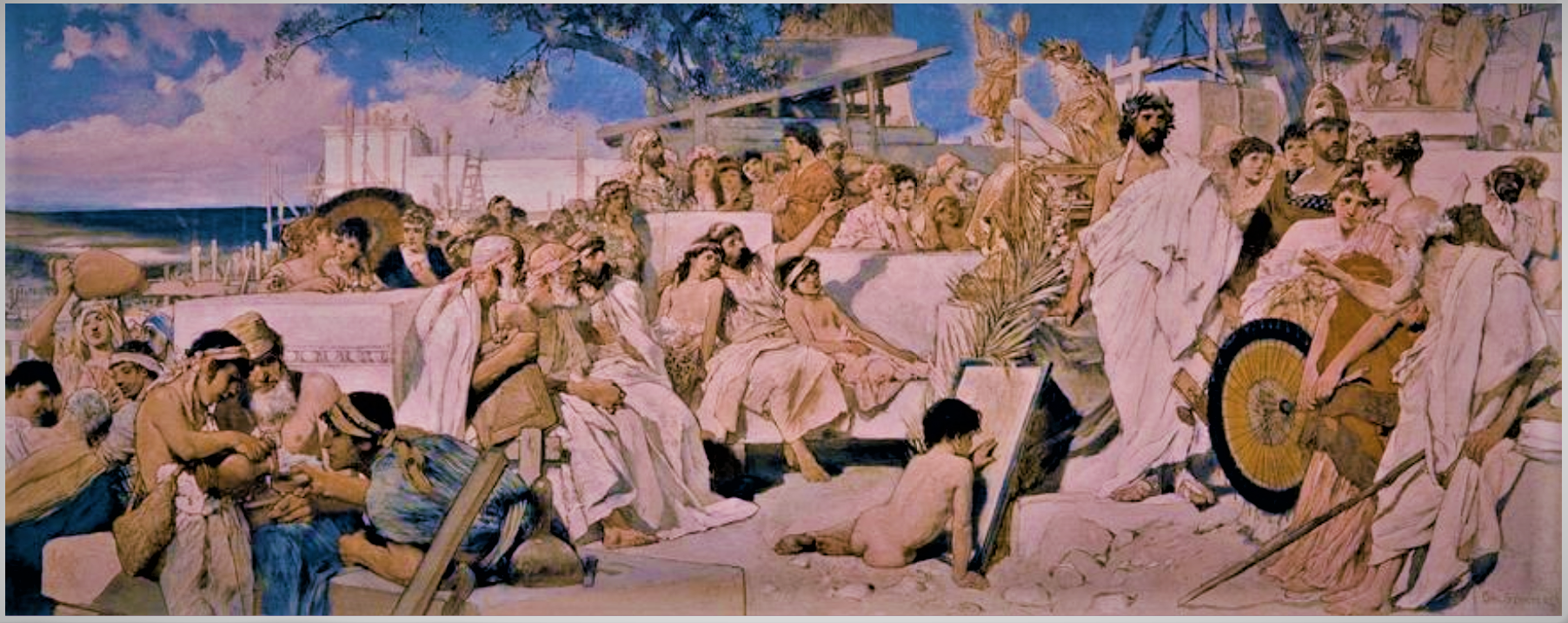
Сохранился предварительный вариант полотна «Искусство античности».

Искусство эпохи Возрождения
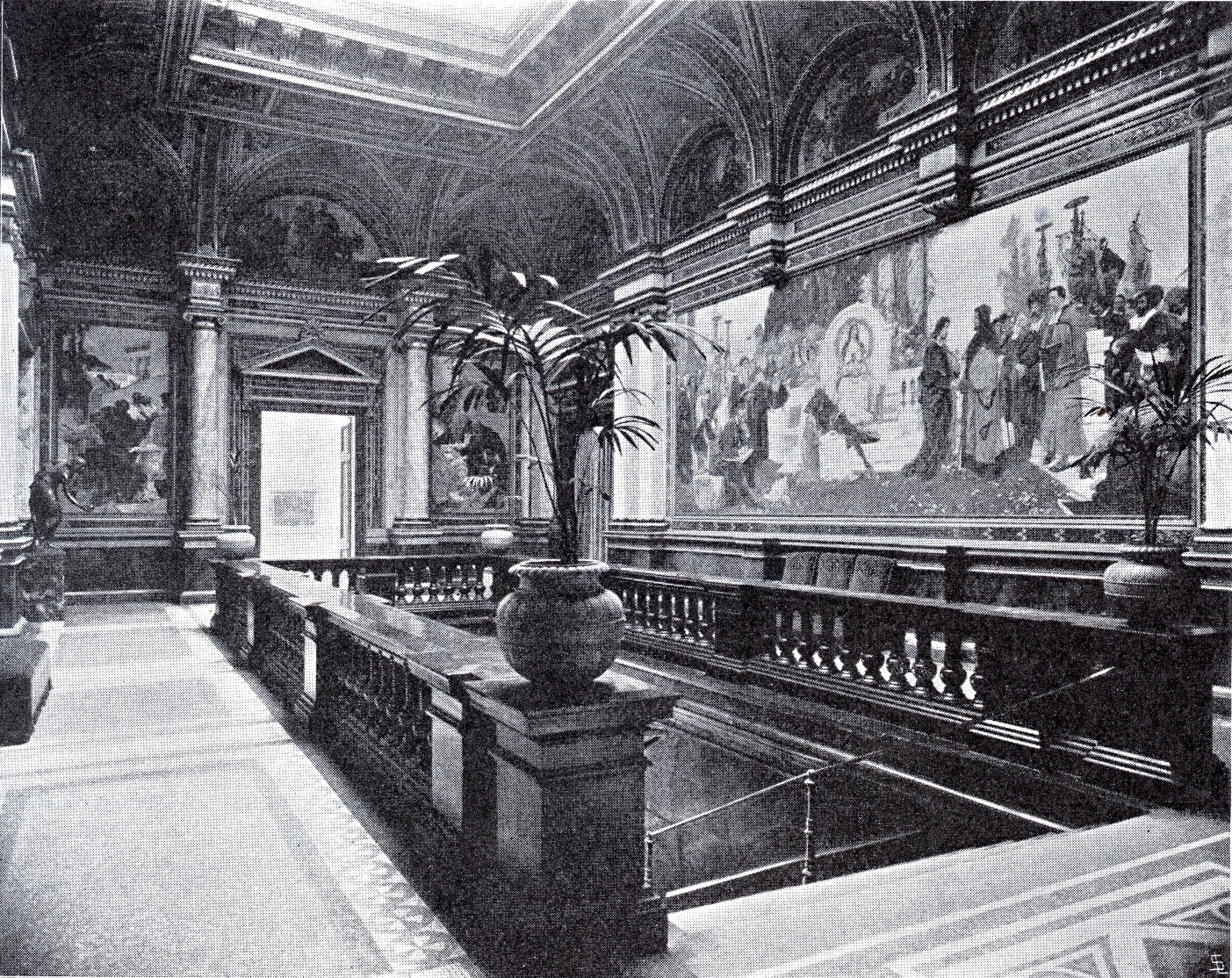
Лестница до 1904 года, справа утраченная фреска Карла Герца «Искусство эпохи Возрождения».
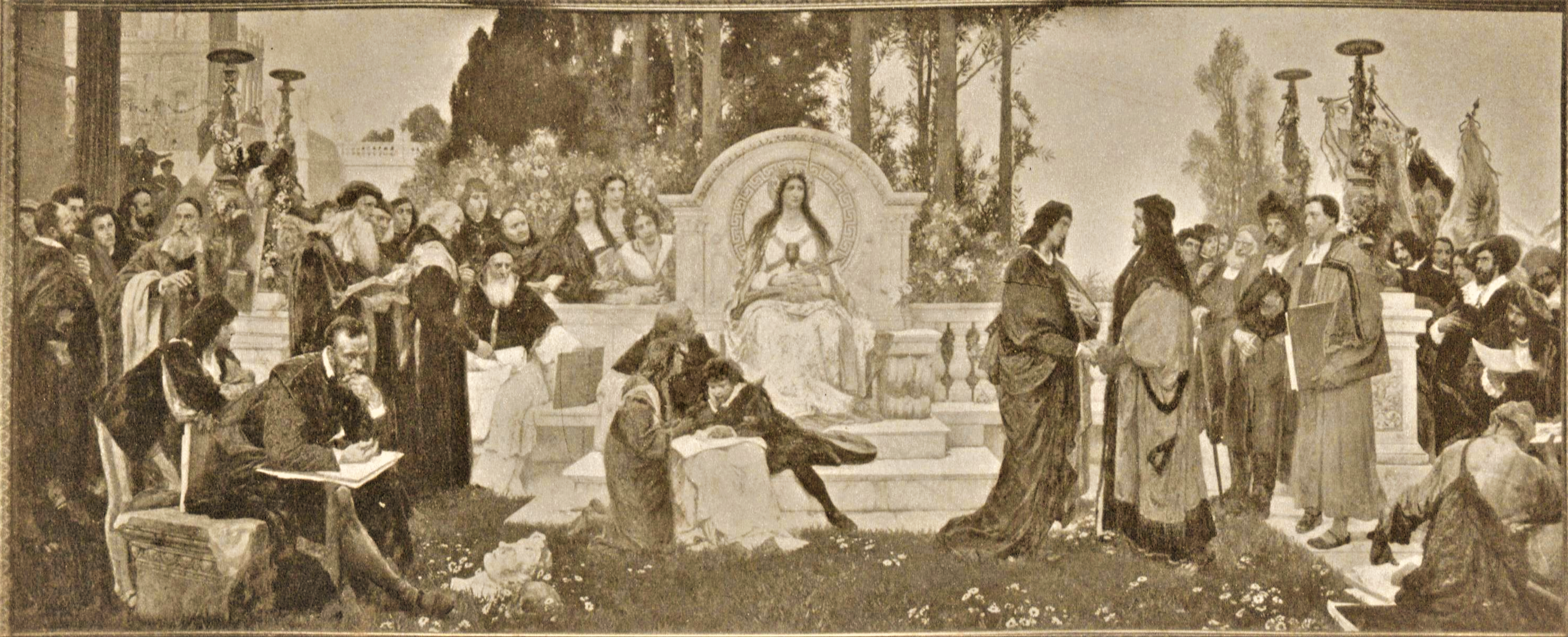
Утраченный оригинал «Искусство эпохи Возрождения».
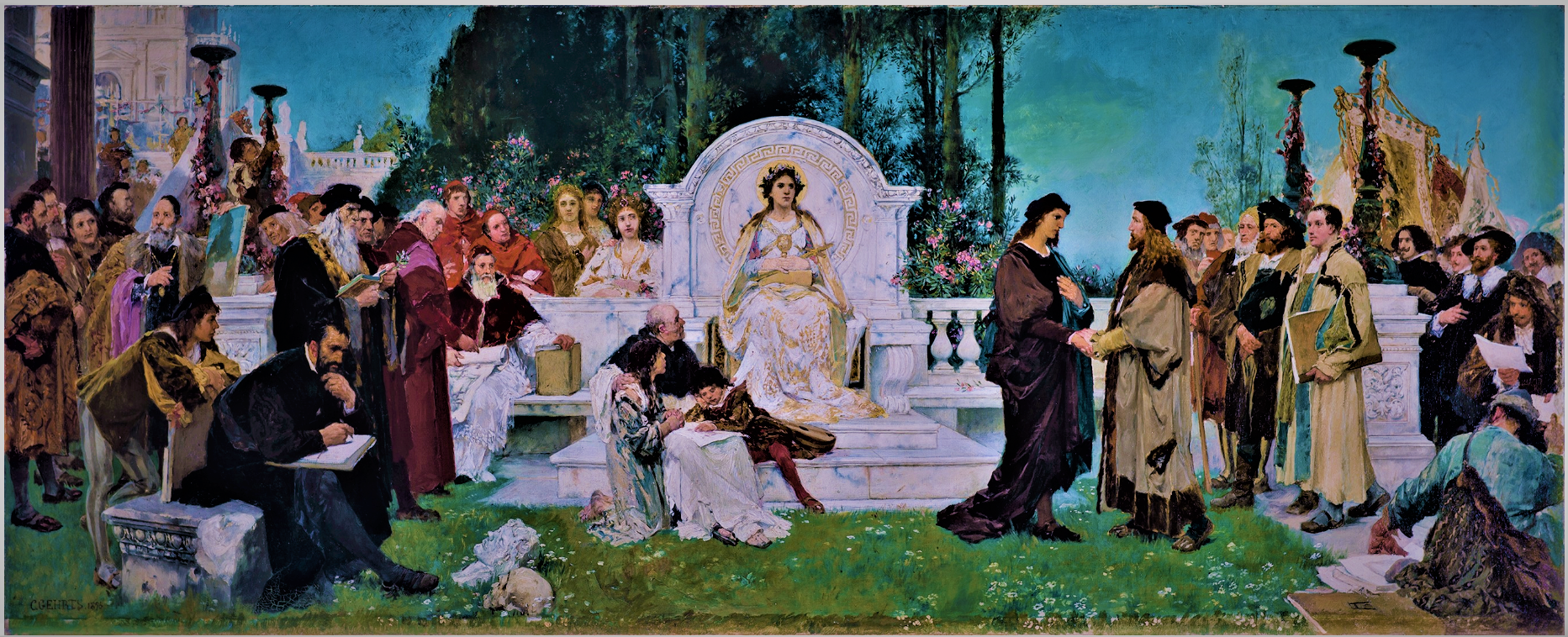
Сохранился предварительный вариант полотна «Искусство в эпоху Возрождения».

Этот же художник украсил 16 люнетов над лесницей, раскрывавших тему «Девичьи радости и печали».
«Фрески Герца» были профессионально высечены из каменной кладки на лестничных клетках перед тем, как здание было снесено в 1959 году. В настоящее время они пока не найдены.
21 работа художника Карла Герца экспонировалась в музее в Кроненбурге (Айфель). Это этюды его настенных росписей на лестничной клетке Дюссельдорфской картинной галереи, построенной в 1888 году. Поскольку здание было снесено, 21 картина - последнее воспоминание об этих фресках.

## Выставки
Старый Кунстхалле был одним из первых музеев Германии, коллекции и выставки которого были посвящены в основном современному искусству.
С 1883 по 1920 год художник Герман Карл Хемпель был директором или менеджером Кунстхалле. Особенно в первые годы после открытия в 1881 г. проводились выставки, не относящиеся к современному искусству, например выставка «Картины старых мастеров» с 5 сентября по 7 октября 1886 г., работы фламандских и Голландская школа XVII века, сформированная частными коллекционерами из Нижнего Рейна и Вестфалии. Основные выставки современного искусства, которые проходили в Кунстхалле, включают выставки Зондербунда в 1909 и 1911 годах.
После Первой мировой войны художник Карл Мёрдфилд стал менеджером Кунстхалле на Хинденбургваль (Hindenburgwall) 11a, и здесь прошли выставки «Молодой Рейнланд», «Синий всадник» и «Мост». Рейнский сецессион провёл здесь свою ежегодную выставку в 1930 году.
С 1935 года художник Фред Кокс взял на себя управление Кунстхалле, а с основанным в 1934 году «Обществом содействия развитию изящного искусства Дюссельдорфа» была опробована и новая выставочная политика Третьего Рейха.